# 梅毒の歴史

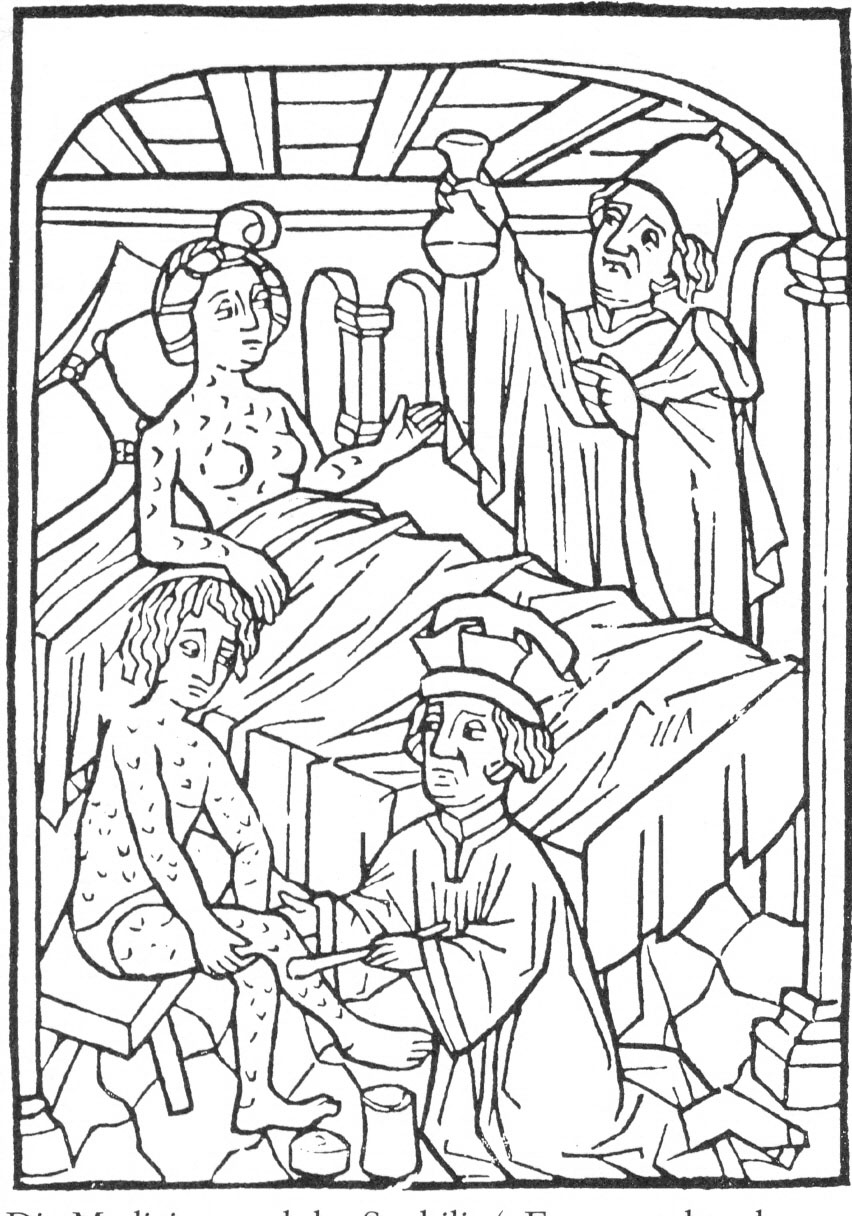
梅毒の患者の治療を描いた最初期の医学挿画、ウィーン、1498年。

梅毒の歴史（ばいどくのれきし）では、梅毒の流行、診断と治療法などの歴史について記述する。
ヨーロッパで最初に記録された梅毒のアウトブレイクは、1494年から1495年にかけて、フランスの侵攻を受けていたイタリア・ナポリで起こったものである。フランス軍の帰還とともに梅毒が流行したため、この病気は「フランス病」という名でも知られていた。梅毒を意味する "syphilis" という単語が登場するのは1530年で、イタリアの医師・詩人ジローラモ・フラカストロによって初めて用いられた。梅毒の病原体である梅毒トレポネーマ Treponema pallidum はフリッツ・シャウディンとエーリッヒ・ホフマンによって1905年に同定された。最初の効果的な治療法であるサルバルサンは、1910年にパウル・エールリヒの研究室の秦佐八郎によって開発され、1943年にはペニシリンが用いられるようになった。
スコット・ジョプリン、フランツ・シューベルト、アル・カポネ、エドゥアール・マネなど、多くの有名な歴史上の人物が梅毒に感染したとされている。

## 起源
梅毒の歴史は長年、様々な研究がなされているものの、その病気の起源はまだ明らかにされていない。そのため、梅毒の起源については、現在、有力な仮説が2つ存在する。1つは、いわゆるコロンブス交換の副産物として、クリストファー・コロンブスと乗組員によってアメリカ大陸からヨーロッパにもたらされた病気だとするものである。もう1つは、梅毒は以前からヨーロッパに存在していたものの、認識されていなかったとするものである。これらの仮説はそれぞれ、「コロンブス (Columbian) 説」「先コロンブス (pre-Columbian) 説」と呼ばれる。
梅毒は活版印刷の発明後に発見された、最初の「新しい」病気である。そのため梅毒に関する情報は世間の人たちにすばやく広がり、その当時の、おびただしい量の資料が今でも現存している。この梅毒の病気は、当時から知識人であればよく知るような「一面記事」だったのである。また、梅毒は性感染症であることが広く認識されていた最初の病気であり、感染した人々の道徳的なあり方 (性行動) を示唆するものとして受け止められていた。その地理的な起源や道徳的な重要性について議論されたという点でも、梅毒は特異な病気であり、ヨーロッパの国々は梅毒の原因を互いになすりつけ合った。
梅毒の起源は明らかではないが、ヨーロッパ人が新世界を往来するようになる以前から、アメリカ大陸の先住民の間に梅毒が存在したことについては強いエビデンスが存在する。一方で、梅毒が数千年にわたって全世界に存在していたのか、それともコロンブス以前の時代にはアメリカ大陸に限定されていたのかについては今も議論が続いている。

### コロンブス説
この説では、梅毒は新世界の病気であり、コロンブス、マルティン・アロンソ・ピンソン、他の乗組員たちによって、コロンブス交換の意図せざる結果として持ち込まれたとされる。コロンブスのアメリカ大陸への最初の航海は、1495年ナポリでの梅毒のアウトブレイクの3年前である。ドミニカ共和国での538の発掘人骨の調査では 6–14% がトレポネーマ症の特徴を示しており、Rothschildらは梅毒であったと推定している。近年の新世界での人骨証拠によりよく一致するよう修正されたコロンブス説では、新世界が梅毒の誕生の地というわけではなく、非性病性のトレポネーマ症がコロンブスによってヨーロッパに持ち帰られた、とされている。現代のフランベジア (イチゴ腫) のものに似たその細菌は、旧世界への到着したことで新たな選択圧にさらされ、性感染症となった亜種として梅毒が誕生した。この説は、と、南米ガイアナでみられる、フランベジアと梅毒の中間的特徴を示す疾患の原因となる細菌と、性病性の梅毒の原因菌との系統解析によって支持されている。しかしこの研究には、配列のわずかな差異だけに基づいて結論が出されているという批判もある。2011年には Yearbook of Physical Anthropology において 、Harper らによる、54件の査読済み先行研究のシステマティック・レビューが公開され、そこでは人骨データは梅毒がコロンブスが出航する以前のヨーロッパに存在しなかったことを支持しており、それ以前の旧世界における梅毒の存在を示す人骨のエビデンスは標準的な年代測定法では支持されない、とされた。

### 先コロンブス説
この説では、梅毒はヨーロッパ人がアメリカ大陸に到着するより前から、ヨーロッパに存在していたとされる。18世紀から19世紀にかけて、いくつかの学者たちは、古代ギリシアのヒポクラテスによって第3期梅毒の症状が記述されていたと考えていた。また、コロンブス以前の、イタリアのポンペイやメタポントゥムで、先天性梅毒によるものと類似した損傷を持つ人骨が発見されている。スミソニアン博物館の自然人類学者 Douglas W. Owsley や他の支持者たちは、中世ヨーロッパでハンセン病（口語では lepra）とされていた症例の多くが、実際には梅毒であったと主張している。しかしながら、こうした主張は査読にかけられておらず、他の科学者たちに検証可能なエビデンスは弱い。民間伝承ではコロンブスの航海で病気にかかった船乗りたちが戻ってくるまでヨーロッパでは梅毒は知られていなかったとされているが、Owsley は「梅毒は、どこかの地理的領域や特定の人種のせいにしてしまうことはおそらくできない。エビデンスはこの病気が先史時代から両半球に存在していたことを示唆している。'Lepra' と考えられていた梅毒が15世紀の末に猛威を振るうようになったことと、コロンブスの探検とは時期の偶然の一致である」と言う。Lobdell と Owsley は、1303年の 'lepra' のアウトブレイクを記録したヨーロッパの著述家は「明らかに梅毒を記述していた」としている。2015年に研究者たちは、オーストリアの14世紀の人骨に母子感染した先天性梅毒と思われる特徴を発見した。この発見はコロンブス説への反論となる可能性があり、論争はさらに複雑なものとなっている。

## ヨーロッパでの大流行

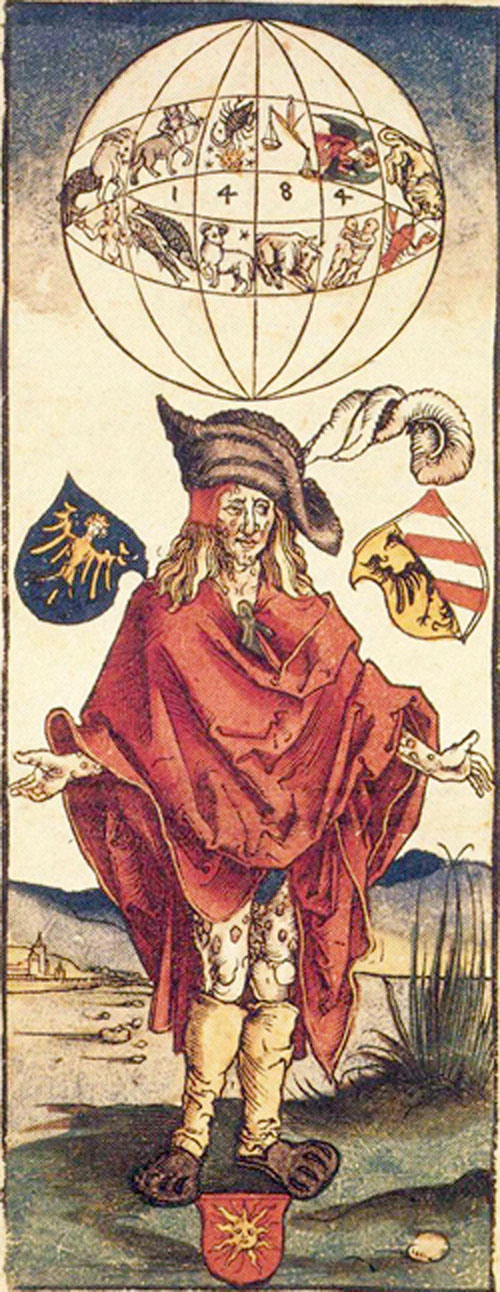
アルブレヒト・デューラーのものとされる、梅毒の人物を描いた医学挿画 (1496)。ここでは梅毒の占星術的な要因が信じられている。

最初に詳細に記録された、ヨーロッパでの梅毒の大流行は、1495年イタリア・ナポリを包囲するフランス軍の間で発生した。コロンブスの航海に携わった乗組員の多くはその後、シャルル8世によるイタリアへの侵攻の際、その軍隊に傭兵として参加していた。そのため梅毒はヨーロッパ中に拡散し、500万人もの死者を出す結果につながったという主張も存在する。いくつかの知見は、ヨーロッパ人は非性病性の熱帯の細菌を持ち帰り、その細菌が環境の変化とヨーロッパの人々の低い免疫性のために、より致死性の高い形態へ変異した可能性を示唆している。ジャレド・ダイアモンドは「1495年に梅毒がヨーロッパで初めて明確に記録されたとき、その膿疱はしばしば頭から膝までの全身を覆っており、人々の顔からは血がしたたり落ち、数ヶ月以内死亡した」と記述している。その病気は今日のものよりもかなり致死性が高く、この梅毒の最初の流行の疫学的特徴は、この病気が新しいものか、これまでの病気が新たに変異した形態であることを示している。
1496年、ドイツで出版された医学書の中に、ヨーロッパ初とされる梅毒感染者のイラストの絵が掲載された。それは画家アルブレヒト・デューラー（1471－1528）が詳細に描いた「梅毒の男」というものであり、その「梅毒の男」は、戦争に参加した傭兵と推測されている。梅毒の男の頭上には、十二星座と、1484という数字がある。この「1484」という数字は本作の制作年ではなく、コンジャンクション（複数の天体が近接し、力が重なり合うこと）の数字を示し、この医学書の著者は、星の配置と梅毒の感染流行を関連付けている。
梅毒はルネサンスの時代を通じて、ヨーロッパでの主要な死因であった。当時のセビリアの医師ルイ・ディアス・デ・イスラは論文 Serpentine Malady (1539) の中で、ヨーロッパで100万人以上の人々が感染したと試算している。また、この病気は以前には知られておらず、イスパニョーラ島 (現在のドミニカ共和国とハイチ) に由来するものであるとしている。

## 日本での流行
梅毒が日本で最初に記録された日本最古の文献は京都の医師の竹田秀慶が書いた「月海録」である。それによると、1512年（永正9年）、京都地方に「唐瘡」（タウモ）または「琉球瘡」と呼ばれる特有の病が流行した、と記録されている。原文は次のとおりである。
「人民多ク瘡有り、浸淫瘡二似ル、是レ. 膿疱、飜花瘡ノ類ナリ、之ヲ唐瘡、琉球瘡ト謂ゥ」
1513年（永正10年）、甲斐の「妙法寺記」には次の記録が残されている。
「永正十年, 此年天下ニタウモト云フ大ナル瘡出デ平愈スルコトヤヤ久シ」
天保時代の梅毒専門の医師の船越敬祐はその著書「梅瘡瑣談」（ばいそうさだん）の中で、梅毒について次の記録を残している。
「一女子年二十五、楊黴瘡ヲ患フコト六ヵ年。大キニ腐乱シテ骨ヲアラワシ、筋骨疼痛ミ、日夜号泣ブ声四隣ヲ動ズ。百治効無シ。」
「解体新書」の著者、杉田玄白は回顧録の「形影夜話」（けいえいやわ）の中で「梅毒患者の治療はとても難しく、患者1000人中700～800人が梅毒患者であった」と書いている。

## 歴史的な用語
梅毒を意味する "syphilis" という単語は、イタリアの医師で詩人のジローラモ・フラカストロによって、1530年にラテン語で書かれたパストラル詩『梅毒またはフランスの病』(Syphilis sive morbus gallicus) の中で造り出された。この詩の主人公は Syphilus という名前 (おそらくオウィディウスの『変身物語』の登場人物シピュロスの綴りのバリエーション) の羊飼いである。Syphilus は、彼と彼の追随者たちがアポローンに対して示した反抗への罰として病気に感染した、最初の人物として描かれている。フラカストロは新しい病気の名称をこの人物から取り、彼の医学論文「伝染病について」(De Contagionibus) でも用いた。
フラカストロが記述するところなどによると、当時の梅毒はイタリア、マルタ、ポーランド、ドイツでは「フランス病」と呼ばれており、フランスでは「イタリア病」・「ナポリ病」と呼ばれていた。さらに、オランダ人は「スペイン病」、ロシア人は「ポーランド病」、トルコ人は「キリスト教徒の病」「フランク人 (西欧人) の病」と呼んでいた。こうした国名を冠した名称は一般的に、当時の国家間の政治的対立を反映したものであり、一種のプロパガンダとして頻繁に利用された。例えば、プロテスタントのオランダ人は、カトリックのスペイン・ハプスブルク朝からの独立を求めて戦い、最終的に勝ち取ったが、梅毒を「スペイン病」と呼ぶことで、「スペイン人は不道徳で卑劣だ」という政治的に有用な認識が強化された。また一方でこうした名称は、「受け手」の側から見た感染拡大のルートを示唆するものでもある。こうした名称に根差す外国人嫌悪は、しばしば外国の船乗りや兵士が土地の売春婦と頻繁な性的接触を行うことで拡散された、というこの病気の疫学的特徴に基づくものでもあった。
16世紀の間、梅毒は天然痘 (small pox) と区別するために "great pox" とも呼ばれていた。その初期の段階では、梅毒は天然痘のものに似た発疹が現れるためである。しかし、small pox のほうがはるかに致死性が高いため、この名前は誤解を招くものであった。"Lues" (Lues venerea、ラテン語で「性病の疫病」)、"Cupid's disease" (クピードーの病)といった用語も梅毒を指すために用いられた。スコットランドでは梅毒は Grandgore または Spanyie Pockis と呼ばれていた。ポルトガルでイギリス兵士たちが苦しんでいた潰瘍は "The Black Lion" (黒いライオン) と名付けられていた。

## 歴史的な治療法

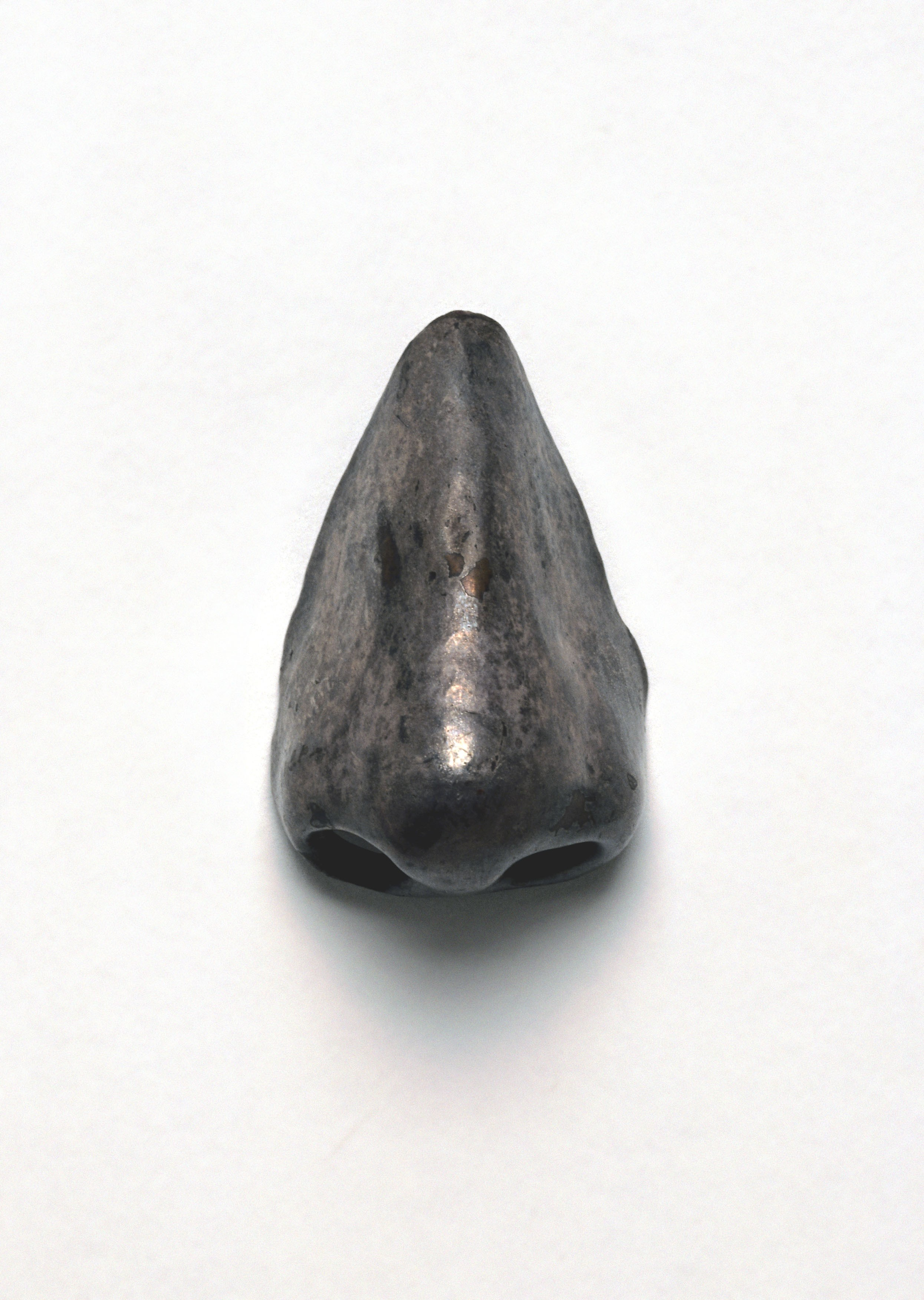
17-18世紀の人工の鼻。病気の影響のため、このような審美的代替物が使用された。

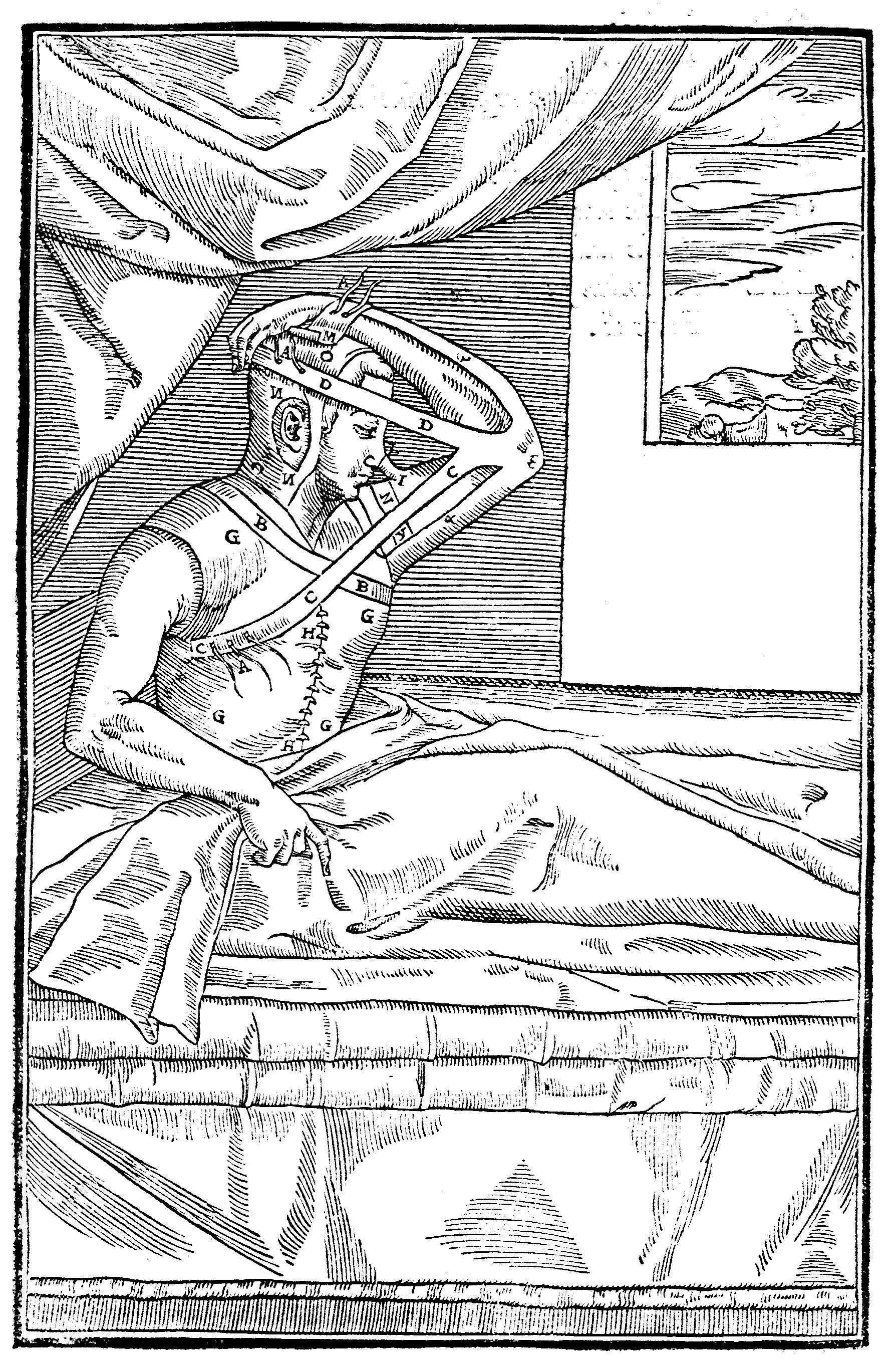
鼻の欠陥の外科的修復に用いられた、初期の組織移植術。

梅毒の患者には多数の治療法が試みられたが、梅毒に効果的なものは存在しなかった。この病気がヨーロッパに現れて間もない段階では、非効果的で危険な治療法が多く用いられた。治療の目的は病気を引き起こす外来性の物質を体外に排出することであり、瀉血、下剤の使用、ワインやハーブ、オリーブ油への入浴などが行われた。
水銀は最も広く、そして長く用いられ続けた梅毒の治療法であり、ペルシアの医師イブン・スィーナーによる『医学典範』 (1025) にまで遡るとされる (ただしこれはコロンブス以前の旧世界に梅毒が存在した場合、である)。水銀による治療の最初の支持者の1人はパラケルススであり、当時梅毒と関連があるとされていたハンセン病に対して水銀を用いたアラブの治療法が有効であるとされていたため、こうした治療を用いたと考えられる。ヴェローナの Giorgio Sommariva が1496年に梅毒の治療に水銀を用いたことが記録されており、この治療法を用いた最初の医師とされることも多いが、彼は医師ではなかった可能性もある。16世紀の間、肌にこする、膏薬として塗る、または口から、といった様々な方法で、水銀は梅毒の患者に投与された。「燻蒸」による投与も行われた。この方法では水銀は火にかけて気化され、患者は熱せられた石炭の上に置かれた穴の開いた椅子に座るか、箱に入って頭だけを出すかの方法で水銀の蒸気を浴びた。水銀による治療の目的は、患者の流涎を促すことであり、それによって病気が排出されると考えられていた。水銀による治療には、歯肉の潰瘍や歯の喪失などの不快な副作用があった。水銀は数世紀にわたって梅毒の治療に用いられ続け、1869年の論文で T. J. Walker は水銀の注射について議論している。
グアヤク脂 (ユソウボクの樹脂) は16世紀に人気のあった治療法であり、ウルリヒ・フォン・フッテンらによって強く唱えられた。グアヤク脂はコロンブスが上陸したイスパニョーラ島に由来するものであったため、コロンブス説の支持者たちは、神は病気の起源と同じ場所に治療法をもたらしたのだと主張した。スペインの司祭 Francisco Delicado は、彼自身も梅毒に苦しんでいたが、1525年に「西インド諸島からの木材の利用の方法」(El modo de adoperare el legno de India occidentale) を著し、梅毒の治療へのグアヤク脂の利用について議論した。グアヤク脂は水銀のような不快な副作用はなかったが、短期的効果を除けば特に有効であるともいえず、水銀の方がより効果的であると考えられていた。何人かの医師たちは、患者に水銀とグアヤク脂の両方を使い続けた。1522年以降、Blatterhaus (アウクスブルクの貧しい梅毒患者のための市立病院)では、最初の治療としてグアヤク脂のホットドリンクが投与され、その後は発汗療法が行われた。そして最後の治療手段として水銀が用いられた。
16世紀の他の治療法としてはイタリアの医師 Antonio Musa Brassavola によって提唱された、「中国の根」(Root of China、サルトリイバラ Smilax chinaの根) の経口投与が挙げられる。17世紀には、イングランドの医師で薬草学者ニコラス・カルペパーがサンシキスミレ (野生のパンジー) の使用を推奨した。
効果的な治療法が現れる以前は、梅毒の長期的な影響によって顔や鼻に欠陥が生じ ("nasal collapse")、容貌が損なわれることがあった。梅毒は性行為によって伝染するため非難の対象となる病であり、こうした欠陥は社会ののけ者、性的逸脱の象徴の烙印となった。この欠陥に対し、見た目を良くするために人工の鼻が用いられることもあった。16世紀の顔面外科の医師ガスパーレ・タグリアコッチによる先駆的業績は、鼻の欠陥の外科的修復の最初期の試みとして記録されている。遊離皮弁法(フリー・フラップ) が発明される前は、血流が皮弁の生存を決定する必須の因子であったため、移植に用いることができるのは欠陥に近接した局所的な組織だけであった。タグリアゴッチの技術は、腕から血管がつながった状態で鼻へ組織を移植することであった。患者は、腕からの組織の移植後、移植部位で新たな血管が発達するまでは、腕を顔のところへ縛り付けたままにしておく必要があった。そして、2度目の手術によって皮弁は腕から分離された。
江戸時代の日本では、当時、梅毒の治療薬として「山帰来（サンキライ）」（別名：土茯苓（ドブクリョウ））が広く利用された。中国には、ユリ科のツル性の落葉低木があり、その根茎が「土茯苓」といわれる生薬になった。（ちなみに、この植物は日本では「ケナシサルトリイバラ」と呼ばれ、日本では自生していない。）
江戸時代の医書によると「梅毒の重症患者は山に捨てられる風習があったが、土茯苓（ドブクリョウ）を服用すると治癒し、山から帰って来たので"山帰来"とも名付ける」と紹介されている。江戸時代の日本は、多くの薬が中国から長崎に輸入されていたが、最も多く輸入されたのが「山帰来」であった。その後、日本全土、朝鮮、台湾、中国大陸に広く分布しているユリ科のツル性の木から「猿捕茨」（サルトリイバラ）が作られ、この猿捕茨の根茎が日本の国産の梅毒治療薬として定着した。
梅毒の病気の理解が進むにつれ、より効果的な治療法が現れるようになった。ノーベル賞受賞者パウル・エールリヒの研究室の秦佐八郎によって、有機ヒ素化合物の抗菌薬サルバルサンが1908年に開発され、梅毒の治療に用いられた。このグループは後に、より毒性の低いヒ素化合物、ネオサルバルサンを発見した。
時として、高熱を出した患者の梅毒が治癒することがあることが観察された。そのため、持続した高熱を引き起こすマラリアが第3期梅毒の治療のために短期間用いられた（一種の発熱療法）。マラリアはキニーネによって治療することが可能であったので、マラリアへの感染は受容されるリスクであると考えられていた。マラリアによる治療はたいていは末期の治療、特に神経梅毒まで進行した際に行われ、サルバルサンかネオサルバルサンによる補助的治療が続いた。このマラリア療法はユリウス・ワーグナー＝ヤウレックによって支持され、彼は神経梅毒の治療におけるマラリア接種の治療的価値を発見したことで1927年のノーベル生理学・医学賞を受賞した。後に、高温のキャビネット (発汗ボックス) が同じ目的のために用いられた。これらの治療法は、最終的にペニシリンの発見によって時代遅れなものとなった。第二次世界大戦後ペニシリンが大量生産されるようになり、梅毒は効果的かつ確実に治療されるようになった。

## 診断の歴史
1905年に、フリッツ・シャウディンとエーリッヒ・ホフマンは梅毒の患者の組織に梅毒トレポネーマ Treponema pallidum を発見した。その1年後、梅毒のための最初の効率的な試験法である、ワッセルマン反応がアウグスト・フォン・ワッセルマンによって開発された。この反応は偽陽性の問題があったが、梅毒の検出と予防の面では大きな進展であった。病気の急性症状が現れる前に試験を行うことで、感染した本人を治療することはできないものの、梅毒が他人へ感染することは防ぐことができるようになった。1930年代には、ウィリアム・オーガスタス・ヒントンによって Hinton test が開発された。これは凝集反応に基づくもので、ワッセルマン反応よりも偽陽性が少なかった。こうした初期の試験法は、現在ではより新しい分析法によって置き換えられている。また、フェリックス・ミルグロムは、一滴の乾いた血液で判別可能な簡便な試験法を開発し、第二次世界大戦後の東欧でのアウトブレイク時に200万人以上の試験に用いられた。
日本の科学者野口英世は、1913年にロックフェラー大学 (当時はロックフェラー医学研究所) で、進行性麻痺の患者の脳に梅毒トレポネーマが存在することを示し、神経梅毒と梅毒トレポネーマとの関連性を初めて示した。

## 芸術と文学

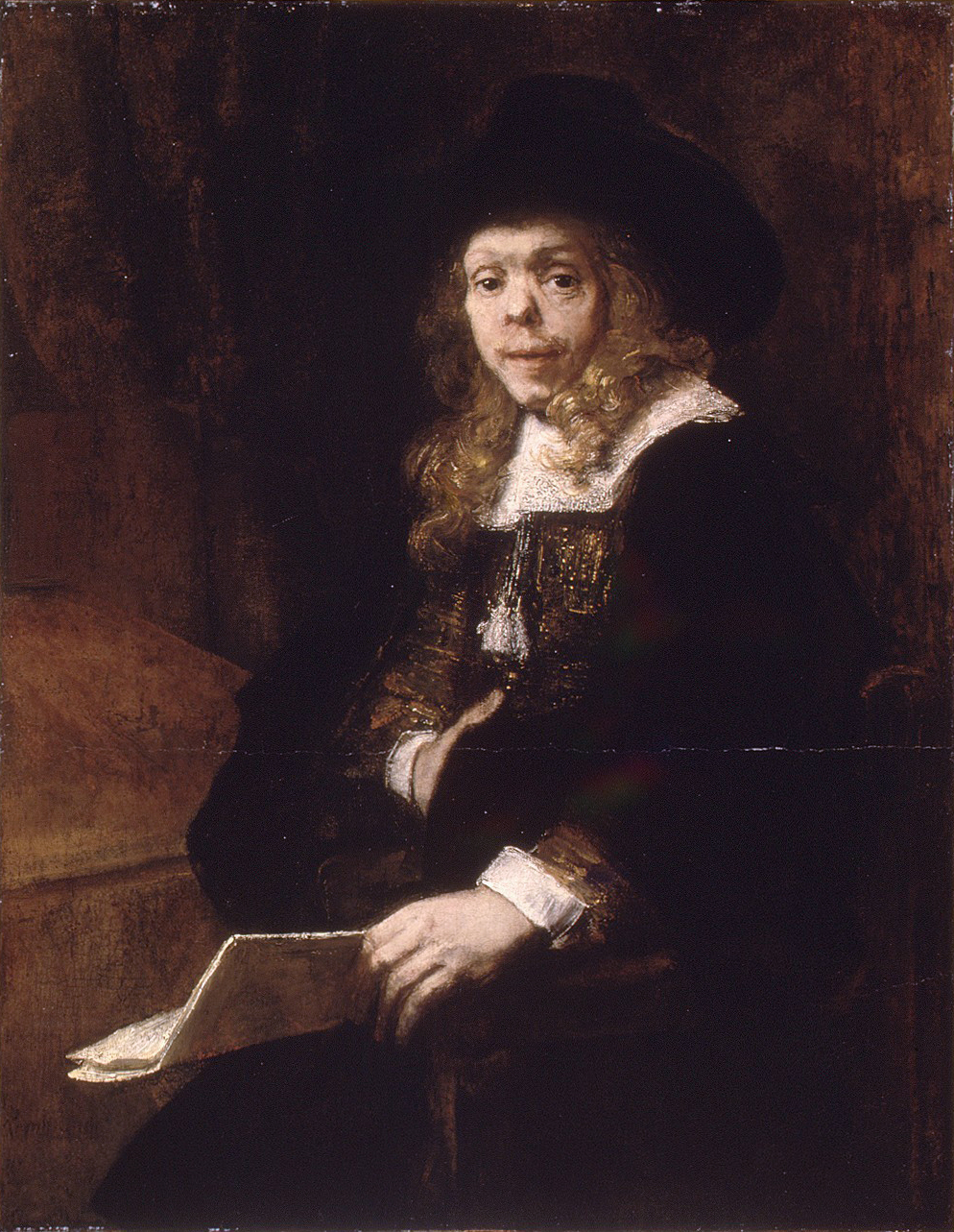
レンブラント・ファン・レインによる、ヘラルト・デ・ライレッセの肖像画、1665-67頃、油彩。デ・ライレッセは、自身も画家で芸術理論家であったが、先天性梅毒に悩まされ、顔はひどく変形し、最終的に盲目となった。

梅毒に罹患した人物を描いた最初の例は、ランツクネヒト (北ヨーロッパの傭兵) を描いたとされる、アルブレヒト・デューラーの木版画『梅毒の男』(Syphilitic Man) である。ジョン・キーツの 『つれなき美女』(La Belle Dame sans Merci) に代表される、19世紀のファム・ファタールのモチーフも、その一部は梅毒による荒廃が由来となっていると考えられている。詩人ゼバスティアン・ブラントは1496年に De pestilentiali Scorra sive mala de Franzos と題された詩を書き、ヨーロッパ大陸中への病気の拡散を描写した。ブラントは、梅毒の宗教的・政治的側面を描いており、特に、聖母マリアとイエスが光を投げかけて梅毒に冒された人々を罰したり治癒したりする部分で顕著である。彼はその作品中に、不道徳な病に抗する働きによってマリアとイエスに報いられる人物として王マクシミリアン1世を登場させており、16世紀から17世紀にかけての教会と国家の間の強い関係が示されている。

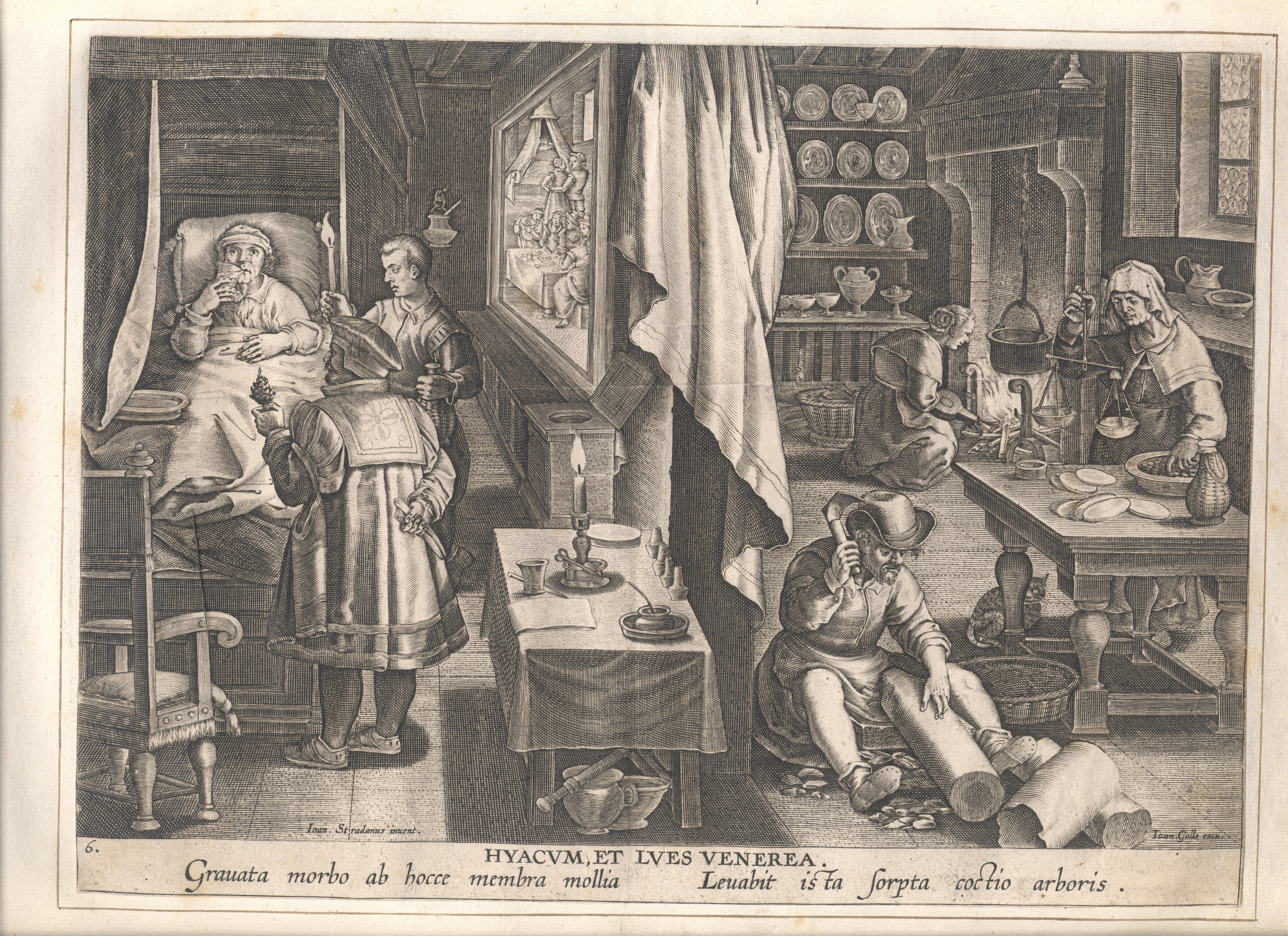
梅毒の治療を受ける患者を描いたストラダヌスの原画による版画

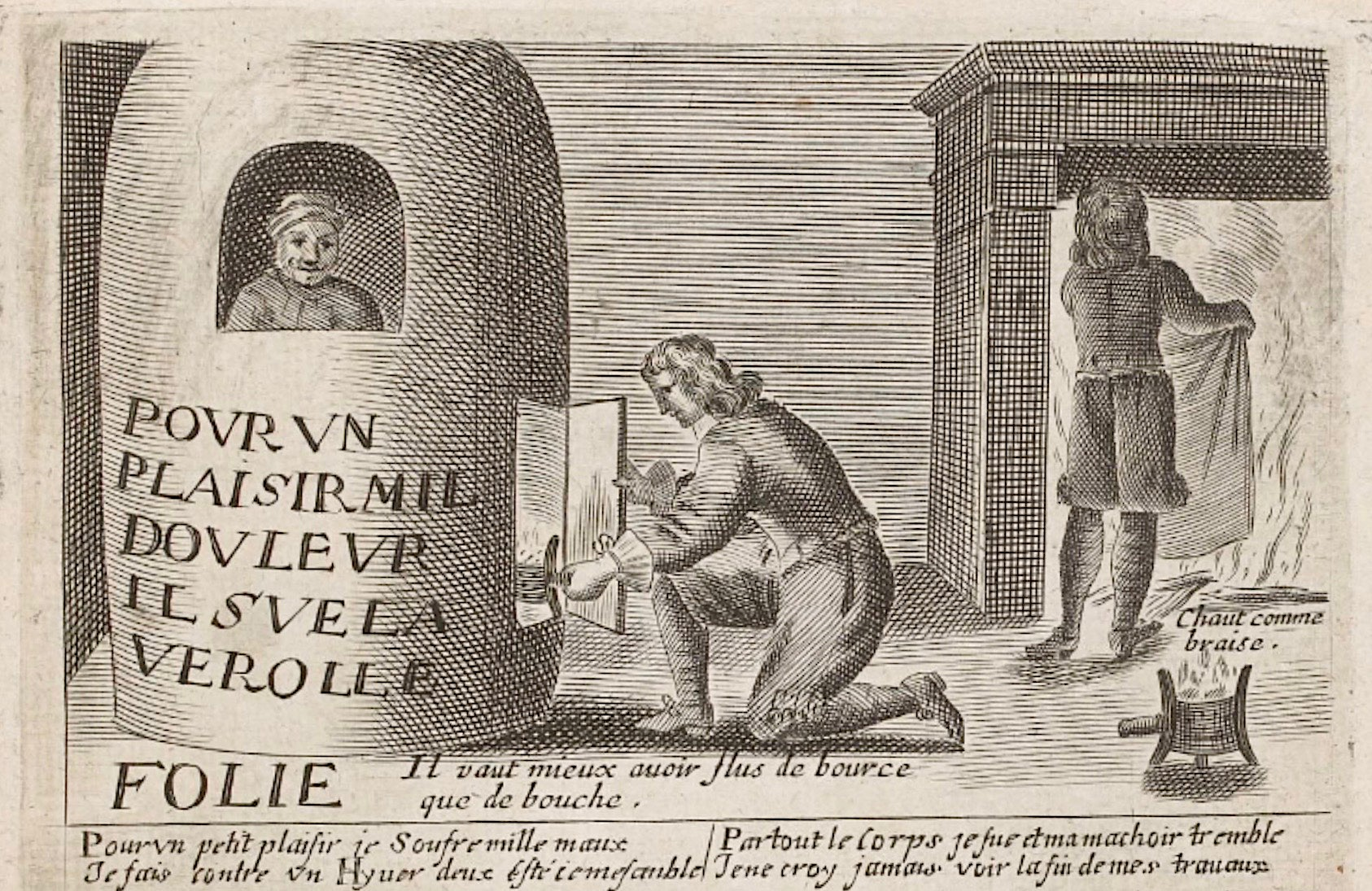
治療のために燻蒸ストーブを用いている男性、ジャック・ラニエ作

芸術家ストラダヌスは1580年頃、裕福な男が熱帯の樹木ユソウボクによる治療を受けている場面を描いている。『梅毒の治療のためのグアヤコの調製と使用』(Preparation and Use of Guayaco for Treating Syphilis) と題された絵画は、新世界をほめたたえる一連の作品に含まれており、当時のヨーロッパのエリートにとって、この効き目のない梅毒の治療でさえもいかに重要であったかが示されている。その色彩豊かで詳細に描かれた作品では、4人の召使いが調合を行い、不幸な患者がそれを飲むところを背中に何かを隠し持った医師が見ている場面が描かれている。17世紀のジャック・ラニエ (Jacques Laniet) のものとされる梅毒の治療を描いた別の作品では、治療のために燻蒸ストーブを用いている男性が描かれており、その傍の樽には「一つの楽しみ、千の苦しみ」という諺が刻まれている。梅毒の治療法は通常苦痛を伴うもので効き目もなかったため、梅毒に感染するような行為を思いとどまらせるために梅毒の治療は頻繁に描かれた。

## タスキギーとグアテマラでの研究

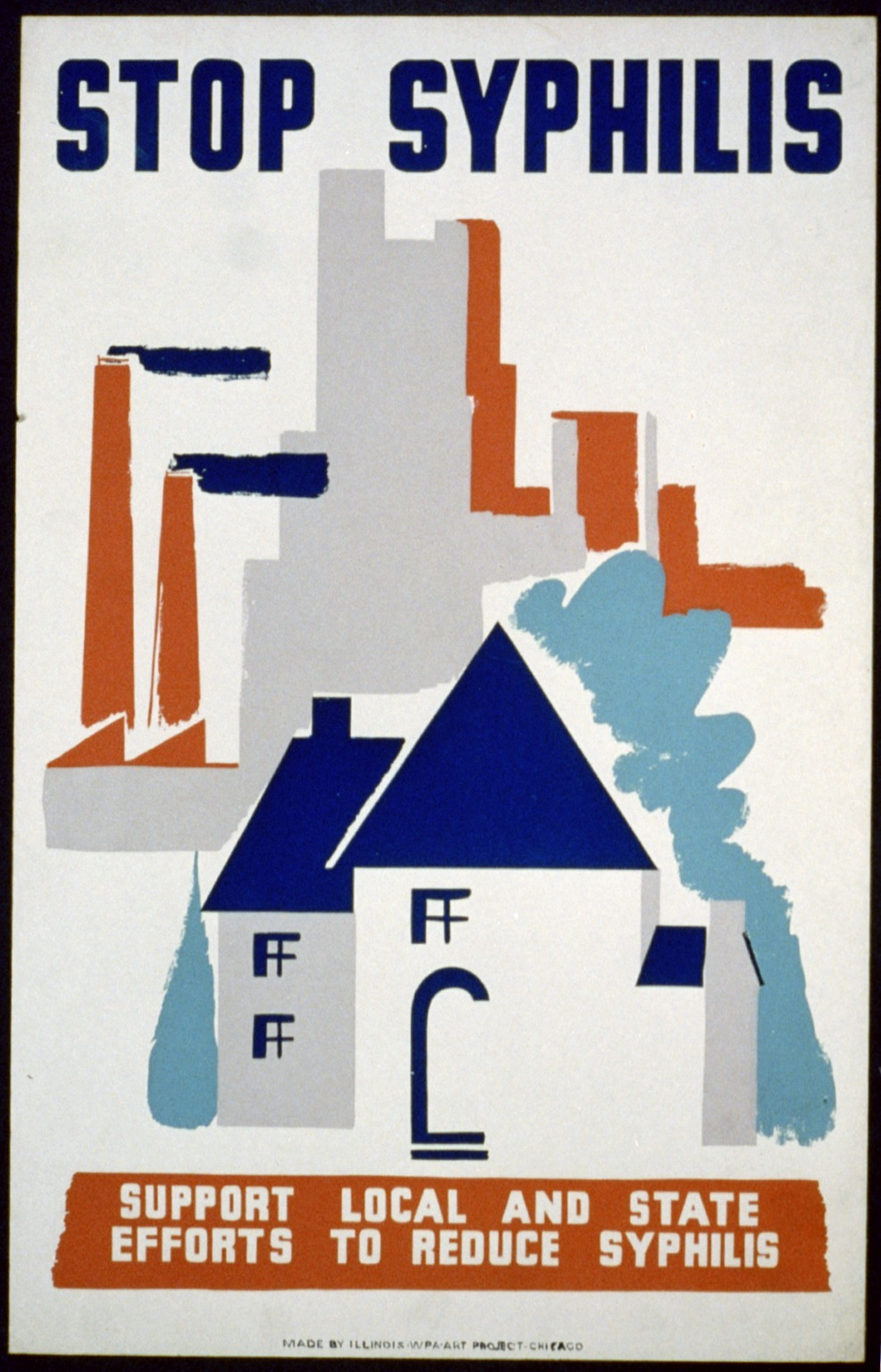
梅毒についてのアメリカ公共事業促進局のポスター、1940年頃。

20世紀のアメリカ合衆国での事例で、医療倫理上の問題で最も悪名高いもの1つが、「タスキギー梅毒実験」である。この研究はアラバマ州タスキギーで、アメリカ公衆衛生局の支援とタスキギー大学の協力の下行われた。研究は1932年、梅毒が広く問題となり、安全で効率的な治療法が存在しなかった時代に開始された。研究は梅毒の無治療時の経過を観察するためにデザインされた。1947年までには、ペニシリンが初期の梅毒に効果的であることが示されており、病気の治療に広く用いられるようになっていた。しかし、末期の梅毒への使用効果についてはまだはっきりしていなかったため、ディレクターたちは研究を継続し、参加者たちにペニシリンによる治療を勧めることはしなかった。参加者がどの程度ペニシリンを与えられていたかについては議論がある。
1960年代にピーター・バクストンは、研究を管轄していたアメリカ疾病予防管理センター (CDC) へ書簡を送り、何百人もの黒人を放置し、治療できる病で死なせることについての倫理的懸念を表明した。CDCは、全員が死亡するまで研究は継続される必要があると主張した。1972年、バクストンは大手マスコミへ話を持ち込み、大衆の抗議が引き起こされた。結果として、実験プログラムは終了し、訴訟によって900万米ドルが被害者に支払われた。そしてアメリカ合衆国議会は、将来このような事態が起こることを防ぐため、規制を作成する委員会を立ち上げた。
1994年に結成された Tuskegee Syphilis Study Legacy Committee の尽力によって、1997年5月16日、アメリカ合衆国大統領ビル・クリントンによるアメリカ合衆国連邦政府を代表して、研究への謝罪に同席するため、生存者らはホワイトハウスに招待された。
また、梅毒の実験は1946年から1948年にかけて、グアテマラでも行われた。これはアメリカ合衆国の後援を受けた人体実験で、フアン・ホセ・アレバロ大統領の時代にグアテマラの保健省と役人の協力のもと行われた。医師は兵士、受刑者、精神障害者に対し、参加者のインフォームド・コンセントなしに梅毒や他の性感染症を感染させ、その後抗生物質によって治療した。2010年、アメリカ合衆国はこれらの実験についてグアテマラに公式に謝罪した。

## 梅毒にかかった歴史上の人物
- 生月鯨太左衛門
- フーゴ・ヴォルフ
- アル・カポネ
- クリスティアン・ディートリヒ・グラッベ
- 古賀春江
- クレメント・ゴットワルト
- ユージン・サンドウ
- ロベルト・シューマン
- スコット・ジョプリン
- ベドルジハ・スメタナ
- ランドルフ・チャーチル (1849-1895)
- 月村清次郎
- フレデリック・ディーリアス
- シラノ・ド・ベルジュラック
- 浪花亭愛造
- フリードリヒ・ニーチェ
- マルティン・アロンソ・ピンソン
- フェルディナンド・デ・メディチ (大公子)
- フリードリヒ・ヴィルヘルム・フォン・ザイトリッツ
- フランチェスコ2世・ゴンザーガ
- フリードリヒ・カール (ヴュルテンベルク＝ヴィンネンタール公)
- シャルル・ボードレール
- ハンス・マカルト
- 間宮林蔵
- プロスペル・マリヤ
- 美幾
- ヨゼフ・ミスリヴェチェク
- ギ・ド・モーパッサン
- 加藤清正[79][80]
- 浅野幸長
- 結城秀康
- 前田利長
- チャールズ・ラドボーン

## 根絶
2015年、キューバは梅毒の母子感染が根絶された、世界で最初の国となった。

## 関連書籍
- 「江戸の性病―梅毒流行事情」（苅谷 春郎  (著)、 三一書房、1993年8月1日)
- 「梅毒の歴史」（クロード ケテル (著)、寺田 光徳 (翻訳)、藤原書店、1996年9月1日)
- 「日本梅毒史の研究―医療・社会・国家 」（福田 真人、鈴木 則子（著）、思文閣出版、2005年6月1日)
- 「骨から見た日本人 古病理学が語る歴史 (講談社学術文庫) 」（鈴木 隆雄  (著)、講談社、2010年1月12日）
- 「 性病の世界史 (草思社文庫)」 （ビルギット アダム (著)、瀬野 文教 (翻訳)、草思社、2016年2月2日)
- 「骨と墓の考古学 大都市江戸の生活と病 （角川ソフィア文庫）」（谷畑 美帆 (著)、KADOKAWA、2018年5月25日)